# Deskstar
Deskstar var ett varumärke för 3,5"-hårddiskar, skapat av IBM 1994, uppköpt av Hitachi 2003 och av Western Digital 2012. Varumärket nerlagt 2020.
Första produkten kom 1994 och kallades IBM DALA 3540, det var en hårddisk på 540 megabyte. Bland de senaste produkterna finns hårddiskar med upp till 6 terabyte.

## Problem med Deskstar 75GXP

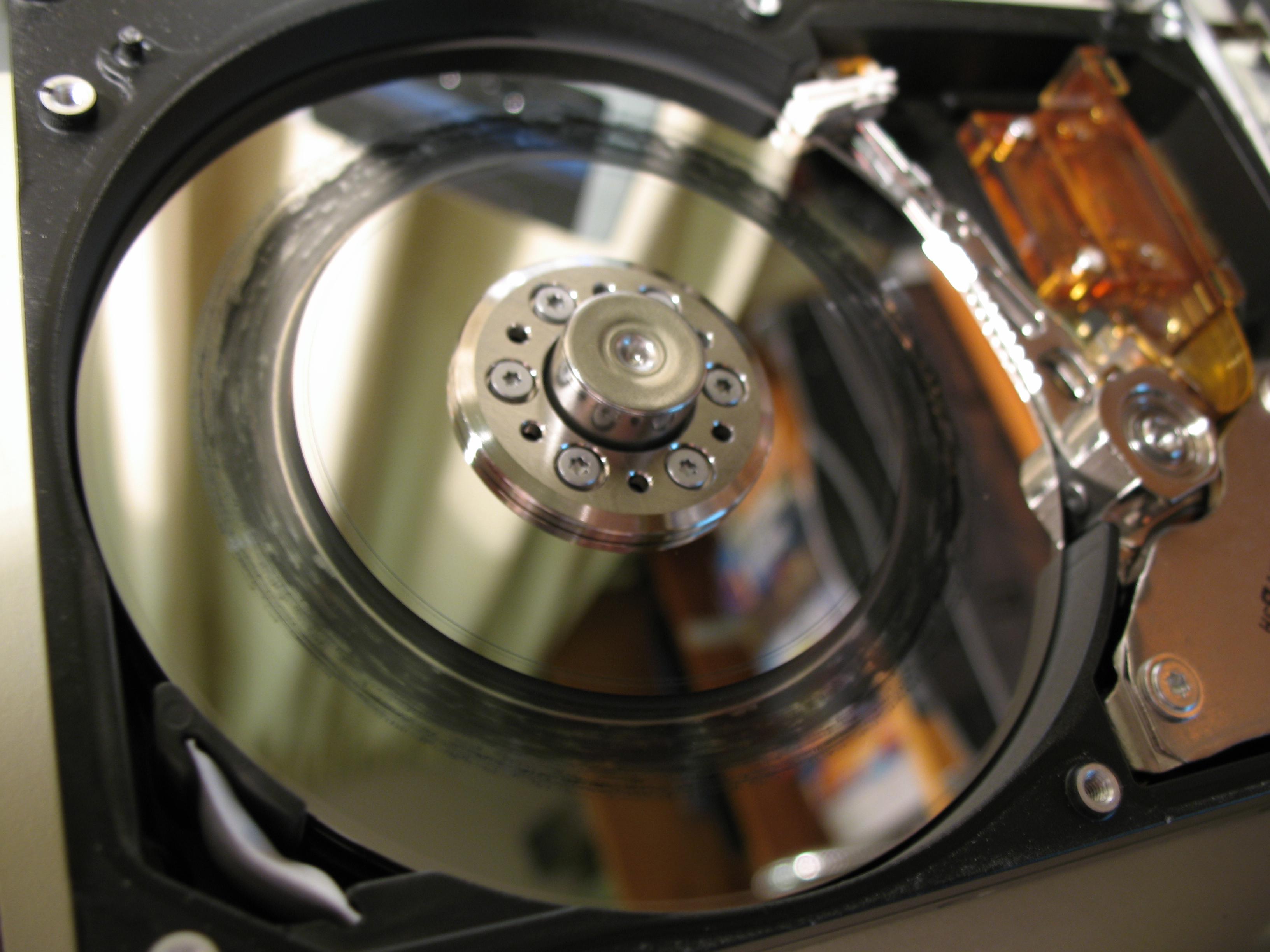
Öppnad Deskstar som haft en så kallad head crash.

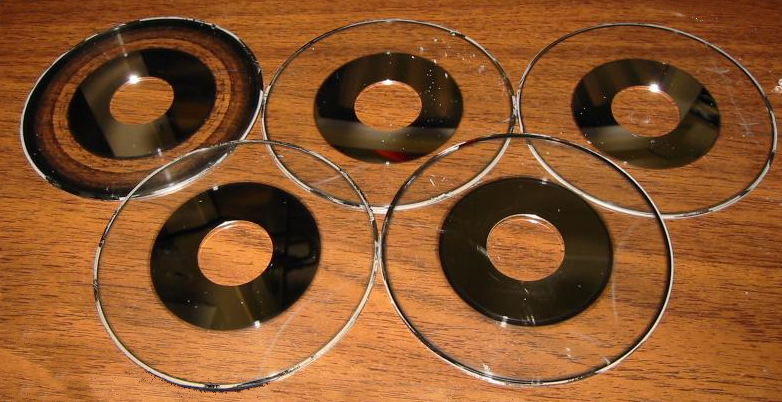
Förstörda skivor från en Deskstar 75GXP.

IBM Deskstar 75GXP från år 2000 med en kapacitet från 15 till 75 GB (med beteckningarna IBM-DTLA-307015 (1 skiva, 2 läshuvuden, 15GB), (IBM-DTLA-307020 (2 skivor, 3 läshuvuden, 20GB), IBM-DTLA-307030 (2 skivor, 4 läshuvuden, 30GB), IBM-DTLA-307045 (3 skivor, 6 läshuvuden, 45GB), IBM-DTLA-307060 (4 skivor, 8 läshuvuden, 60GB) och IBM-DTLA-307075 (5 skivor, 10 läshuvuden, 75GB)) och med en skivrotationshastighet på 7200 RPM var en helt nyutvecklad produkt för sin tid, då det var en av de första hårddisk-serierna på marknaden att kunna ha en kapacitet på över 40 GB och bland de med snabbast läs-/skrivhastighet för sin tid. Dessa hade en konstruktion med bland annat skivor av glas istället för av metall, täckta av ett magnetiskt skikt och hållare för läshuvudena som gjorde att de ej låg över skivorna då hårddisken var avstängd. Tekniken var dock inte helt beprövad då hårddiskarna av olika anledningar lättare kunde drabbas av en så kallad head crash och vid en sådan kunde oftast hela hårddisken förstöras direkt då det magnetiska skiktet, som sitter lösare än på traditionella metallskivor, repades av och blev som ett damm som i sin tur kunde skada andra delar av skivan/de andra skivorna. Att återställa data kunde även det bli väldigt svårt till omöjligt då det magnetiska skiktet kunde repas av helt av läshuvudena och lämna det helt oläsbara glaset exponerat. Detta gjorde denna produkt väldigt impopulär bara något år efter lansering, och utsågs 2006 av den amerikanska tidskriften PC World till en av de värsta teknikprodukterna någonsin. De kom i vissa sammanhang att kallas Deathstar på grund av hårddiskarnas tendens till att gå sönder.

## Efterspel
Trots att IBM, Hitachi och senare även Western Digital (HGST) har tagit fram bättre produkter sedan dessa händelser har ändå varumärket Deskstar fått ett visst skamfilat rykte som hängt sig kvar på grund av de synnerligen allvarliga kvalitetsproblemen med Deskstar 75GXP och många andra produkter från och omkring tidigt 2000-tal. Allt detta ledde ofta till stämningar mot IBM på grund av förlorad data hos många företag som haft en del problem med hårddiskarna i sina datorer och servrar. Trots att flera år hade gått sedan dessa händelser så valde HGST att lägga ner varumärket Deskstar 2020 för att istället kalla de efterföljande produkterna för Ultrastar.